# Jon Aberasturi
Jon Aberasturi Izaga (ur. 28 marca 1989 w Vitoria-Gasteiz) – hiszpański kolarz szosowy.

## Osiągnięcia
Opracowano na podstawie:

2006
- 2. miejsce w mistrzostwach Hiszpanii juniorów (start wspólny)

2011
- 3. miejsce w Grande Prémio Crédito Agrícola da Costa Azul
  - 1. miejsce na 1. etapie

2014
- 1. miejsce na 1. etapie Tour de Gironde (jazda drużynowa na czas)

2016
- 1. miejsce na 1. etapie Tour de Korea
- 1. miejsce w klasyfikacji punktowej Tour de Kumano
- 1. miejsce w prologu Tour de Hokkaido
- 3. miejsce w UAE Cup

2017
- 1. miejsce w klasyfikacji punktowej Tour of Thailand
  - 1. miejsce na 3. etapie
- 1. miejsce na 4. etapie Tour of Japan
- 1. miejsce na 1. i 4. etapie Tour de Korea
- 1. miejsce na 1. i 5. etapie Tour of Qinghai Lake
- 1. miejsce na 5. etapie Tour of Taihu Lake
- 1. miejsce na 1. etapie Tour of Hainan

2018
- 1. miejsce w klasyfikacji punktowej Vuelta a Aragón
  - 1. miejsce na 1. etapie
- 3. miejsce w Circuito de Getxo

2019
- 1. miejsce w klasyfikacji punktowej Boucles de la Mayenne
  - 1. miejsce na 2. etapie
- 1. miejsce w Circuito de Getxo
- 1. miejsce na 2. etapie Vuelta a Burgos

2020
- 3. miejsce w Trofeo Felanitx, Ses Salines, Campos, Porreres
- 1. miejsce na 1. etapie Tour de Hongrie

2021
- 2. miejsce w Cholet-Pays de la Loire
- 1. miejsce na 3. etapie Dirka po Sloveniji

## Rankingi
| Rok              | 2010  | 2011 | 2012 | 2013 | 2014 | 2015 | 2016 | 2017 | 2018 | 2019 | 2020 | 2021 | 2022 | 2023 | 2024 |
| ---------------- | ----- | ---- | ---- | ---- | ---- | ---- | ---- | ---- | ---- | ---- | ---- | ---- | ---- | ---- | ---- |
| World Ranking    |       |      |      |      |      |      | 878. | 298. | 311. | 364. | 202. | 212. | 502. | 721. | 290. |
| UCI Europe Tour  | 1178. | 376. | 463. |      | 383. | -    | -    | -    | 198. | 295. | 168. | 183. | 399. | -    | -    |
| UCI Asia Tour    | -     | -    | -    |      | 102. | -    | 126. | 13.  | 230. |      |      |      |      |      |      |
| UCI America Tour | -     | -    | -    |      | -    | 377. | -    | -    | -    |      |      |      |      |      |      |
|                  |       |      |      |      |      |      |      |      |      |      |      |      |      |      |      |
| Źródło: UCI      |       |      |      |      |      |      |      |      |      |      |      |      |      |      |      |